# 卡奴
卡奴，又稱卡債族，或稱多重債務者（因為卡奴大多不只欠一家銀行）：見於台灣新聞用語，中國大陸民間亦作諷刺或自嘲使用，指因為使用信用卡、現金卡透支消費，月薪或收入無法將支出的部分攤平，首期只能繳部分的金額，之後需給付金融機構循環利息、違約金、手續費等費用而背負高額卡債，個人財務周轉不靈的人。

## 特徵
- 欠下信用卡債務
- 無法立即繳清債務，而需付出利息、違約金、手續費等
- 經常從第一張卡貸出現金，去填補第二張卡的當期債務，然後再從第二張卡貸出現金，填補下一張卡的債務，周而復始，俗稱“拆東墻補西墻”
- 由於卡債並非十分鉅額，大部分人每月尚繳付最低繳款金額而不至於債主臨門

## 卡奴現象
信用卡高度普及的時代，各金融機構競爭，為推銷信用卡，紛紛對新會員推出豐厚禮物，或是刷卡數次可獲積分回贈或年費優待等，吸引人們申請信用卡。而額度限制又給的越來越高，有時甚至一張卡額度便達到月收入的幾倍至十幾倍。由於刷卡購物可在數十日後繳款，並可以利息為代價延後繳款或分期付款，使得沒有積蓄的“月光族”或學生等超額消費，導致出現“刷卡風暴”，紛紛欠高額卡債並無法按時付清，只得長期背負卡債。
2006年，台灣有70萬人淪為卡奴，平均欠款數100萬新台幣。

## 來源
卡奴一詞的來源並無正史可考。由於本詞構詞簡單，一般人容易較直觀的聯想到而自然創造，通常認為台灣和中國大陸分別各自產生和流行。

### 台灣
在台灣，1990至2000年代開始，信用卡逐漸流行。資本主義鼓勵消費刺激經濟成長、部分持卡人個人無法控制消費欲望或以短支長、銀行消費金融部門對申請人信用徵審寬鬆與對持卡人還款風險控制不當，促成了一些人士難以繳清信用卡債務而導致個人財務周轉不靈，一些人及新聞便戲稱其為“卡奴”。

2005年12月6日，中國國民黨立法委員徐中雄在臺灣立法院提出法案，欲將銀行循環信用利率上限自20%降為10%，並喊出「解放卡奴」的口號。在中華民國銀行公會努力遊說，並以建立「債務協商機制」作為讓步之後，立法院同意此法案暫不予處理，但此後「卡奴」一詞就廣為大眾所使用。

### 中國大陸
2004年開始，在中國大陸金融機構瘋狂推銷下，加之核卡基準下降，信用卡迅速流行（現時各金融機構已發出逾20億張，即人均為逾1.53張，在北京市更達6張）。類似于台灣的原因，“卡奴”一詞在民間出現。
- 針對部分優秀大學在校生的小額度學生信用卡出現和推廣後，由於一些學生儘管被稱為“優等生”而“值得信賴”，但他們在校時並無收入，且部分家境欠佳，加之理財意識較淡薄，不少人尚不知信用卡為何物，最終導致大量學生淪為卡奴，當中許多人將信用額度幾乎用光。有關人士呼籲慎發學生卡，但遭到更多反對，原因是大學生亦有權利持有信用卡並積累個人信用。由於額度較低（通常在人民幣數百至數千元），部分學生畢業工作取得穩定收入後，卡奴狀況即好轉。

## 卡奴產生的原因
以下順序，未針對各卡奴產生的原因的比例做排序。
- 奢侈性消費。
- 無目標的刺激性辦卡。
- 收入中斷（例如：公司惡性倒閉或積欠薪資），或收入不穩定（例如：非固定月薪的職業）。
- 急難性支出。（例如：天災或親友生病住院）
- 道德風險。
- 信用擴張。（例如：信貸+信用卡+現金卡的總額度，超過實際月收入的22倍）
- 銀行的懲罰性違約金，導致利滾利。
- 繼承已往生的親友的負債。
- 投資失敗。（例如：在台灣可以用信用卡購買基金，但是投資的標的物經常賠到淨值不到一半）
- 受到詐騙，因而購買高價但低價值的商品或服務。（此項的特徵，是店家號稱分期零利率，但是實際上卻將應付利息早已平均攤入各期的應付款項中）
- 負債整合，越整合欠越多。（部份銀行的卡債整合，大多有時間限制的優惠利率，再加上手續費，將導致舊債未清，再加新債。）
- 信用卡套現，與刷卡商店串通，假消費進行刷卡，再由店家支付一定比例的現金給刷卡人。（早期的信用卡無預支現金的功能，或信用卡可用餘額未達上限，但預支現金的餘額已達上限）
- 信用卡遭到盜刷，即使已報警，並調閱刷卡商店內的錄影記錄，證明非其本人的刷卡消費，銀行仍不願撤回其刷卡記錄。

### 信用卡套現
在中國大陸存在有一些免費的線上付款閘，用以配合網路拍賣等平台，如支付寳（alipay），買方以信用卡付款後，賣方可直接獲取現金，而無需繳納手續費。
有人利用這些付款閘，自己扮演賣家和買家，編出本不存在的交易，自己以信用卡付款，提取現金。被稱為“信用卡套現”。由於可從僅有消費額度的信用卡提取現金使用，加大了發卡金融機構的風險。
卡奴經常利用“信用卡套現”方式每月提取一些現金，來償還其他信用卡的債務。由於付款可在下期再繳納，這個過程便可沖抵當期最低繳款金額甚至全額。
中國大陸政府以法規及命令試圖禁止信用卡套現，但由於信用卡套現監控較難，效果不大。有些发卡银行也开发交易行为监控的模型来寻找嫌疑套现的交易，例如一个以固定周期经常性在少数固定商户上发生单笔大额交易的行为，多数会被认定有套现的嫌疑。对于有套现嫌疑的卡片，发卡银行可能会在客户还款之后降低其信用额度来降低风险。

## 危害
- 卡奴為還清卡債需要“拆東墻補西墻”，高額利息使得卡債如雪球般越滾越大；
- 卡奴為還清卡債而申請小額信貸，導致連帶保證人對卡奴的債務負上責任；
- 卡奴為還清卡債而向親戚朋友借錢，導致卡奴問題逐漸衍生成為全民問題；
- 一旦卡奴個人財務崩潰，會導致討債公司上門討債：電話騷擾，言語威脅，住宅遭潑漆，連鄰居都遭殃；辦卡時填的聯絡人也成爲被討債或被騷擾的對象。
- 在台灣每月有數十位卡奴因為付不出卡債而自殺，或帶著全家人走上絕路，但其一走了之，之後卡債只能成為壞賬（呆帳）。
- 黑心企業或雇主，私吞被強制扣薪1/3的員工薪資，未轉交給銀行。

## 銀行的要債手法
- 存證信函
- 不良信用註記（凡是欠超過3個月未還/香港為60日，或是曾經申請過「債務協商」的話）
- 電話討債，無視晝夜、全年無休（大多謊稱是銀行的「委外催收」）
- 強制扣薪3分之1（部分的銀行可能視情況轉呆帳、而不會走上這一步；如果曾經「債務協商」再爆過，大多會走到這一步，或是走上「清算」或「破產」。不過銀行大多會阻止債務人走上「清算」或「破產」。）
- 銀行或銀行的委外催收人員，到债务人家中或工作場所騷擾。

## 債務清償
- 以有擔保借款清償：例如以名下房地產、動產或是有保證人擔保等向銀行申請借款以清償卡債。
- 債務整合 （页面存档备份，存于）：將名下所有負債做整理，整合為一個貸款，以更低利率和更長還款期限進行還款。
- 卡債轉信貸：對於長期使用循環利息但繳款正常無欠繳者，銀行將其卡債轉換成利息較低的信用貸款，以降低還款負擔。
- 債務協商：與債權銀行協商，以較低的利息展延還款期限
- 清算
- 更生
- 破產
- 自殺與拋棄繼承、限定繼承

## 外部連結
台灣
- 消費者債務清理條例 （页面存档备份，存于）－司法院的檔案
- 回應銀行更生清算十五誡 - 法律扶助基金會
- 台灣金融財富重建協會 （页面存档备份，存于） (免費諮詢服務) 政府立案-台內社字0990216598, 成立於2010年8月20日

媒體報導
- 真正卡奴有多少？ 51萬卡債族50萬是卡賊 （页面存档备份，存于） - 遠見雜誌2006年5月號 第239期
- 「更生」放寬 80萬卡奴受惠 （页面存档备份，存于） - 蘋果日報2011年12月13日